# 亜ハロゲン酸
亜ハロゲン酸は第17族元素の酸化数が+3である酸である。

## 概要
亜ハロゲン酸は次亜ハロゲン酸よりも不安定なものが多い。一番安定なものに亜塩素酸がある。また化学式はHRO2(R=I,Cl,Br,At)で表される。

## 酸の概要

### 亜塩素酸
遊離酸は非常に不安定で室温では容易に二酸化塩素と次亜ハロゲン酸である、次亜塩素酸に分解するが、塩は安定である。有名な塩に亜塩素酸ナトリウムや亜塩素酸カリウムや亜塩素酸バリウムなどがある。次亜塩素酸の不均化により生じる。

### 亜臭素酸
遊離酸は極めて不安定で、性質もよく知られていない。室温では容易に臭素酸に分解するが、亜塩素酸と同様、塩は安定である。有名な塩には亜臭素酸ナトリウムや亜臭素酸リチウムや亜臭素酸バリウムなどがある。

### 亜ヨウ素酸
遊離酸も塩も未確認。

### 亜アスタチン酸
遊離酸は非常に不安定で室温では容易にアスタチン酸に不均化する。

## 亜ハロゲン酸塩

### 亜塩素酸塩
- 亜塩素酸バリウム
- 亜塩素酸銀
- 亜塩素酸銅
- 亜塩素酸ナトリウム
- 亜塩素酸タリウム
- 亜塩素酸カリウム
- 亜塩素酸リチウム

### 亜臭素酸塩
- 亜臭素酸リチウム
- 亜臭素酸ナトリウム
- 亜臭素酸銀
- 亜臭素酸銅
- 亜臭素酸カリウム

### 亜ヨウ素酸塩
未確認

### 亜アスタチン酸塩
未確認